# Rho Gruis
Désignations
Rho Gruis (en abrégé ρ Gru) est une étoile géante de la constellation australe de la Grue. Elle est visible à l'œil nu avec une magnitude apparente de 4,85. L'étoile présente une parallaxe annuelle de 13,42 mas mesurée par le satellite Gaia, ce qui permet d'en déduire qu'elle est distante d'environ ∼ 243 a.l. (∼ 74,5 pc) de la Terre. Elle s'en éloigne à une vitesse radiale héliocentrique de +31 km/s.
Rho Gruis est une géante rouge évoluée de type spectral K0 III. C'est une étoile du red clump, ce qui indique qu'elle est située à l'extrémité rouge de la branche horizontale et qu'elle génère son énergie par la fusion de l'hélium dans son noyau. Elle est 1,9 fois plus massive que le Soleil et son rayon est environ 12 fois plus grand que le rayon solaire. L'étoile est environ 67 fois plus lumineuse que le Soleil et sa température de surface est de 4 737 K.
Rho Gruis possède deux compagnons visuels. Le premier est une étoile de magnitude 14,0 qui est située à une distance angulaire de 19,3 secondes d'arc et à un angle de position (PA) de 302° en date de 2011. Le second est une étoile de magnitude 10,28 située à une séparation de 114,2 secondes d'arc et à un PA of 336° en date 1999. Ce sont toutes deux des compagnons optiques, dont la proximité apparente avec Rho Gruis n'est qu'une coïncidence.